# Agentur für Bildung und Internationalisierung
Der OeAD – Agentur für Bildung und Internationalisierung (kurz OeAD als Akronym für den früheren Namen Österreichischer Austauschdienst) hat als Unternehmungsgegenstand die Umsetzung von Maßnahmen der nationalen, europäischen und internationalen Kooperation im Bereich der Wissenschaft und Forschung sowie der Erschließung der Künste, der Hochschulbildung, der Bildung und der Ausbildung. Eigentümerin der OeAD-GmbH ist die Republik Österreich, Eigentümervertreter das Bundesministerium für Frauen, Wissenschaft und Forschung.

## Geschichte
Der OeAD wurde am 13. November 1961 unter dem Namen Österreichischer Auslandsstudentendienst als Verein der Rektorenkonferenz und der Österreichischen Hochschüler/innenschaft (ÖH) gegründet. In den Jahren 1990 (Österreichischer Akademischer Austauschdienst) und 2000 (ÖAD – Österreichischer Austauschdienst – Agentur für Internationale Bildungs- und Wissenschaftskooperation) erfolgten Umbenennungen, die auf die zusätzlichen Agenden aufmerksam machen sollten. Bis 2008 arbeitete der OeAD – der damals noch mit ÖAD abgekürzt wurde – in der Rechtsform eines Vereines.
Die OeAD-GmbH wurde mit 1. Jänner 2009 durch das Bundesgesetzblatt I Nr. 99/2008 „OeAD-Gesellschaft mit beschränkter Haftung Errichtungsgesetz“ (kurz OeAD-Gesetz) gegründet. Seitdem hat sich das Portfolio des OeAD kontinuierlich erweitert. So wurden im Auftrag des damaligen BMBWF 2020 der Verein KulturKontakt Austria in den OeAD integriert und mit 2021 die nationalen Bildungsagenden aus dem damaligen Trägerverein IZ in den OeAD übernommen (eine Entwicklung, die teils auch kritisch gesehen wurde). Mit 1. Jänner 2021 erfolgte die Umbenennung in „OeAD-GmbH – Agentur für Bildung und Internationalisierung“, die dieser Weiterentwicklung teilweise Rechnung trägt.
OeAD-Geschäftsführer ist Jakob Calice.

## Aufgaben und Ziele
Die Aufgaben und Ziele sind im Bundesgesetz zur Errichtung der „OeAD-Gesellschaft mit beschränkter Haftung“ (OeAD-Gesetz – OeADG) verankert.
Die OeAD-Mitarbeiter arbeiten in Österreich, Europa und internationalen Schwerpunktländern. Sie beraten, fördern und vernetzen mit zukunftsorientierten Programmen Menschen und Institutionen aus Bildung, Wissenschaft, Forschung und Kultur.
Der OeAD arbeitet prioritär in drei Geschäftsfeldern
1. Internationalisierung von Wissenschaft und Forschung, formaler, nicht formaler und informeller Bildung. Als Internationalisierungsagentur fördert der OeAD mit einer Vielzahl an Stipendien und Kooperationen die Mobilität und länderüberschreitende Zusammenarbeit in Wissenschaft, Forschung sowie auch in allen Bildungssektoren, von der vorschulischen Bildung über die Schul- und Berufsbildung, die Hochschulbildung bis zur Erwachsenenbildung. Der OeAD berät internationale Studierende und Forscher über Einreise, Aufenthalt und Beschäftigung in Österreich. Die OeAD-Vorstudienlehrgänge in Graz, Leoben und Wien bereiten internationale Studierende mit einer Studienzulassung auf Ergänzungsprüfungen vor. Zudem ist der OeAD die nationale Agentur für die Umsetzung von Erasmus+ und des Europäischen Solidaritätskorps und koordiniert in Österreich unter anderem eTwinning und Europass.
2. Stärkung der Schnittstelle zwischen Bildung und Gesellschaft, beispielsweise durch die Förderung der kulturellen Bildung, der Wissenschaftsvermittlung und des digitalen Lernens in der Schule. Dazu zählen Programme wie Sparkling Science, Kulturvermittlung mit Schulen und Lehrlingen wie auch das Rollout von Laptops und Tablets an Schulen im Rahmen von „Digitales lernen“. Mit Jahresbeginn 2022 wurde der Verein _erinnern.at_ in den OeAD integriert. Mit ERINNERN:AT führt der OeAD ein Programm zum Lehren und Lernen über den Nationalsozialismus und den Holocaust durch.
3. Ausweitung von Qualität und Transparenz in der Bildung, indem Qualitätsinstrumente entwickelt und Prozesse wie der Nationale Qualifikationsrahmen (NQR), Ö-Cert und der TOEFL-Test unterstützt werden.
Außerdem unterstützt der OeAD die Umsetzung der Nationalen Hochschulmobilitäts- und Internationalisierungsstrategie und Strategien für den Europäischen Bildungsraum, den Europäischen Hochschulraum, den Aktionsplan für digitale Bildung, die Europäische Jugendstrategie, die Nationale Strategie für Forschung, Technologie und Innovation, die Österreichische Außenwirtschaftsstrategie sowie die EZA-Strategie für den Westbalkan und relevante Länderstrategien.

## Finanzierung
Im OeAD sind rund 370 Mitarbeiterinnen und Mitarbeiter beschäftigt. Das OeAD-Gesamtbudget für 2023 beträgt rund 137 Mio. Euro.

## Organisation
Im OeAD ist ein Aufsichtsrat eingerichtet, dessen Arbeit durch einen Strategiebeirat unterstützt wird.
Der OeAD verfügt über ein Netzwerk an sechs Auslandsstandorten in Schwerpunktregionen österreichischer Bildungs- und Wissenschaftskooperation: In den EU-Nachbarländern im Osten (Ukraine, Republik Moldau), den Westbalkanländern (Regionalbüros Tirana und Sarajewo) und in China (Shanghai).